# Liste der Bodendenkmale in Mühlberg/Elbe
In der Liste der Bodendenkmale Mühlberg/Elbe sind alle Bodendenkmale der amtsfreien brandenburgischen Stadt Mühlberg/Elbe und ihrer Ortsteile aufgelistet. Grundlage ist die Veröffentlichung der Landesdenkmalliste mit dem Stand vom 31. Dezember 2021. Die Baudenkmale sind in der Liste der Baudenkmale in Mühlberg/Elbe aufgeführt.
|    | Gemarkung                   | Flur    | Kurzansprache | Bodendenkmalnummer | Bemerkung | Bild |
| -- | --------------------------- | ------- | --- | ------------------ | --- | ---- |
| 1  | Altenau (Lage)              | 1       | Dorfkern deutsches Mittelalter, Dorfkern Neuzeit | 20046              | Altenau wurde im Jahre 1234 erstmals als Althena und Alzona erwähnt. Der Ort lag ursprünglich an einem alten Elbarm, wodurch er stark von Überschwemmungen durch den Fluss bedroht war. Im Jahre 1243 gingen 7 Hufen durch Kauf in den Besitz des Klosters in Mühlberg über. Zinsabgaben musste das Dorf aber noch im Jahre 1251 an das Kloster Nimbschen leisten. |      |
| 2  | Altenau (Lage)              | 5       | Siedlung slawisches Mittelalter | 20047              | |      |
| 3  | Altenau (Lage)              | 3       | Kirche Neuzeit, Dorfkern deutsches Mittelalter, Friedhof Neuzeit, Kirche deutsches Mittelalter, Steinkreuz deutsches Mittelalter, Friedhof deutsches Mittelalter, Dorfkern Neuzeit | 20048              | Der Altenauer Gemeindeteil Boragk wurde urkundlich erstmals im Jahre 1251 erstmals als Borc erwähnt. Der Name kommt von dem altsorbischen bor (Kiefernwald). Die Boragker Kirche ist ein in der Zeit um 1200 entstandener spätromanischer verputzter Backsteinbau mit Satteldach, einem aus dem 17. Jahrhundert stammenden quadratischem Westquerturm und einem eingezogenen 3/8-Chor mit dreiseitigem Ostschluss. Das Steinkreuz wurde der Überlieferung nach aufgestellt, weil an dieser Stelle zu Hungerszeiten ein wandernder Bettler getötet und gegessen wurde. |      |
| 4  | Altenau (Lage)              | 9       | Gräberfeld Neolithikum | 20049              | |      |
| 5  | Altenau (Lage)              | 3       | Siedlung Neolithikum, Siedlung slawisches Mittelalter | 20425              | |      |
| 6  | Altenau, Neuburxdorf (Lage) | 9, 3, 4 | Gefangenenlager Neuzeit | 20081              | Bei dem Gefangenenlager handelte es sich um das Stammlager IV B. Dies war ein von der Wehrmacht im Jahre 1939 erbautes Stammlager für Kriegsgefangene im Wehrkreis IV Dresden. Nach der Auflösung des Lagers am Ende des Zweiten Weltkrieges wurde hier durch den sowjetischen NKWD das Speziallager Nr. 1 Mühlberg errichtet. Auf den Flächen befindet sich heute eine Gedenkstätte. |      |
| 7  | Brottewitz (Lage)           | 1, 2    | Gräberfeld Bronzezeit | 20036              | |      |
| 8  | Brottewitz (Lage)           | 1, 3    | Siedlung Bronzezeit, Dorfkern Neuzeit, Gräberfeld Bronzezeit, Siedlung Steinzeit, Dorfkern deutsches Mittelalter | 20037              | |      |
| 9  | Brottewitz (Lage)           | 2       | Wüstung deutsches Mittelalter, Wüstung Neuzeit | 20075              | |      |
| 10 | Fichtenberg (Lage)          | 3       | Turmhügel deutsches Mittelalter, Kirche Neuzeit, Dorfkern deutsches Mittelalter, Friedhof deutsches Mittelalter, Kirche deutsches Mittelalter, Burgwall slawisches Mittelalter, Friedhof Neuzeit, Dorfkern Neuzeit | 20040              | Fichtenberg wurde im Jahre 1280 urkundlich erstmals als Vichtimberg (Ort am Berg, auf dem Fichten wachsen) erwähnt. Die örtliche Kirche entstand in den Jahren 1808 bis 1810 unter Verwendung von Resten eines mittelalterlichen Vorgängerbaus. Umgeben ist die Kirche vom örtlichen Friedhof. |      |
| 11 | Fichtenberg (Lage)          | 4       | Landwehr deutsches Mittelalter, Landwehr Neuzeit | 20042              | |      |
| 12 | Fichtenberg (Lage)          | 1       | Siedlung Urgeschichte | 20044              | |      |
| 13 | Fichtenberg (Lage)          | 3       | Gräberfeld Bronzezeit, Gräberfeld Eisenzeit | 20256              | |      |
| 14 | Fichtenberg (Lage)          | 6       | Friedhof Neuzeit, Dorfkern Neuzeit, Siedlung Bronzezeit, Siedlung Eisenzeit, Dorfkern deutsches Mittelalter | 20258              | |      |
| 15 | Fichtenberg (Lage)          | 6       | Siedlung slawisches Mittelalter | 20426              | |      |
| 16 | Fichtenberg (Lage)          | 1, 2    | Siedlung Ur- und Frühgeschichte | 20427              | |      |
| 17 | Fichtenberg (Lage)          | 2       | Siedlung slawisches Mittelalter | 20430              | |      |
| 18 | Fichtenberg (Lage)          | 4       | Gräberfeld Eisenzeit | 20433              | |      |
| 19 | Koßdorf (Lage)              | 2       | Gräberfeld Bronzezeit | 20027              | |      |
| 20 | Koßdorf (Lage)              | 1       | Kirche deutsches Mittelalter, Dorfkern Neuzeit, Friedhof deutsches Mittelalter, Dorfkern deutsches Mittelalter, Kirche Neuzeit | 20028              | Koßdorf wurde urkundlich 1234 erstmals als Costensdorp erwähnt. Der Name kommt vermutlich vom slawischen kost (Knochen). Bei der Dorfkirche handelt es sich um einen im Kern spätromanischen verputzten Saalbau aus Backstein mit mächtigem Westquerturm aus der Mitte des 13. Jahrhunderts. Im Osten des im Jahre 1736 neu errichteten Kirchenschiffs ist eine halbrunde Apsis zu finden. |      |
| 21 | Koßdorf (Lage)              | 13      | Wüstung deutsches Mittelalter | 20029              | |      |
| 22 | Koßdorf (Lage)              | 11      | Gräberfeld Bronzezeit | 20030              | |      |
| 23 | Koßdorf (Lage)              | 10, 11  | Dorfkern deutsches Mittelalter, Dorfkern Neuzeit | 20031              | |      |
| 24 | Martinskirchen (Lage)       | 3       | Kirche Neuzeit, Turmhügel deutsches Mittelalter, Dorfkern deutsches Mittelalter, Turmhügel Neuzeit, Dorfkern Neuzeit, Kirche deutsches Mittelalter, Friedhof deutsches Mittelalter, Steinkreuz deutsches Mittelalter, Friedhof Neuzeit | 20034              | Das Sühnekreuz Martinskirchen befindet sich westlich der Dorfkirche mit dem diese umgebenden Friedhof. An seinen heutigen Standort wurde es vermutlich im Jahre 1934 verbracht. |      |
| 25 | Martinskirchen (Lage)       | 1       | Kirche deutsches Mittelalter, Dorfkern deutsches Mittelalter, Dorfkern Neuzeit, Friedhof Neuzeit, Friedhof deutsches Mittelalter, Kirche Neuzeit | 20035              | Der Martinskirchener Gemeindeteil Altbelgern hat seinen Ursprung in einer wendischen Siedlung. Bei dem Ort handelt es sich um einen der ältesten Kirchenstandorte in der Region Elbe-Elster. Bereits im Jahre 1251 wurde hier eine Kirche urkundlich erwähnt, die 1253 vom Meißner Bischof Konrad I. geweiht wurde. Bei der heutigen Altbelgerner Kirche handelt es sich um einen verputzten Saalbau mit dreiseitigem Ostschluss aus dem Jahre 1817. |      |
| 26 | Mühlberg/Elbe (Lage)        | 2, 7    | Burgwall slawisches Mittelalter, Friedhof Neuzeit, Siedlung Eisenzeit, Siedlung slawisches Mittelalter, Gräberfeld Bronzezeit, Hospital Neuzeit, Burg deutsches Mittelalter, Altstadt deutsches Mittelalter, Schloss Neuzeit, Siedlung Bronzezeit, Hospital deutsches Mittelalter, Friedhof Mittelalter, Altstadt Neuzeit, Kloster deutsches Mittelalter | 20312              | Die Stadt Mühlberg wurde urkundlich erstmals im Jahre 1230 erwähnt. Bereits lange vorher lassen sich durch archäologische Grabungen und Grabfunde seit etwa 600 nach Christus slawische Siedlungen nachweisen. Die Stadt wurde auf einer Talsandinsel am Elbübergang im Schutz einer Wasserburg gegründet. Das Zisterzienser Nonnenkloster Marienstern war im Jahre 1228 gegründet und schließlich 1539 wieder säkularisiert worden. |      |
| 27 | Mühlberg/Elbe (Lage)        | 5, 6    | Wüstung deutsches Mittelalter, Siedlung slawisches Mittelalter, Einzelfund Neolithikum | 20432              | |      |
| 28 | Mühlberg/Elbe (Lage)        | 5       | Siedlung Bronzezeit, Siedlung Eisenzeit | 20524              | |      |